# 羊衜 (孙吴)
羊衜（211年—？），孙吴大臣。荆州南阳（今河南省南阳市）人。

## 生平
羊衜为人才博果辩，又善于品评人物。黄武四年（225年），羊衜同诸葛恪一齐向来朝的蜀汉使臣费祎论难，一时间辞锋不绝。
羊衜初与谢景，范慎等人俱为太子孙登宾客，230年又升为太子中庶子，时年二十岁。当时廷尉监隐蕃交结豪杰，卫将军全琮以下等都倾心敬待，只有羊衜、潘濬和宣诏郎豫章杨迪拒绝不与他交结，时人都很奇怪。隐蕃是间谍的事后来败露，大家才服气。孙登派侍中胡综作宾友的名目，推重其中四人：“英才卓越，超逾伦匹，则诸葛恪。精识时机，达幽究微，则顾谭。凝辨宏达，言能释结，则谢景。究学甄微，游夏同科，则范慎。”羊衜私下反驳胡综：“元逊（諸葛恪）才而疏，子嘿（顾谭）精而狠，叔发（谢景）辨而浮，孝敬（范慎）深而狭。”他说的都有指趣。而羊衜最后因这些话被责怪，不为诸葛恪等人所亲近。后四人都在官场上失败，孙吴的人们于是说羊衜言之有徵。
羊衜曾赞赏武昌人李衡，称其有尚书之才。后来吕壹专权，羊衜认为非李衡不能破，于是将其推荐给大帝孫權。后来吕壹的恶行果然败露，而李衡也因功大受提拔。
赤乌元年（238年），曹魏遣司马懿讨辽东公孙渊。公孙渊因此称臣于吴，遣使求吴兵北伐救援。因公孙渊曾有过背离东吴的行为。众人皆主张杀死来使，唯独羊衜说：“不可以，这是傾瀉匹夫之怒而浪费霸王之计。不如善待使节，要是魏讨伐公孙渊败了而我军前往救助，那是我国恩结遐夷，义盖万里。若是公孙渊被攻克，那我们尽可以掠夺物资而归，这样是报当年的仇恨了。”大帝也同意，于是以羊衜为督軍使者、遣他和郑胄和孙怡远征辽东。此时公孙渊已被魏消灭，吴军遂与魏军大战，虏其男女而还。
赤乌五年（242年），羊衜在始兴太守任上时，写信给滕胤称赞南海太守钟离牧。太子孙和与鲁王孙霸不睦，孙权因此禁绝二人与宾客来往。羊衜听说后，曾上疏为二皇子及宾客们辩护。羊衜官至桂阳太守，并在任上去世。